# Rhododendron crinigerum
Rhododendron crinigerum är en ljungväxtart som beskrevs av Adrien René Franchet. Rhododendron crinigerum ingår i släktet rododendron, och familjen ljungväxter. Utöver nominatformen finns också underarten R. c. euadenium.